# Judith von Friaul
Judith, duquesa de Baviera, también Judith im Sülichgau y Judith von Friaul, perteneciente a la familia Unróquida (nacida después de 888) fue duquesa de Baviera por matrimonio con Arnulfo de Baviera .
Contrajo matrimonio con Arnulfo en 910. Los historiadores la consideraban hija de Eberhard de Friuli (fallecido en 866). No obstante, al no coincidir las fechas, ahora se cree que la Judith Desconsolada, con la que se casó Arnulfo, era de hecho la hija del conde Eberhard de Sülichgau (fallecido después de 889), nieto de Everardo dei Friuli. 
La hija mayor de Judith y Arnulfo, Judith, se casó con Enrique I, duque de Baviera, hermano del emperador Otón I, lo que impulsó la integración de Baviera en el emergente Sacro Imperio Romano Germánico .
Como miembro de los Unróquidas, Judith aportoó al matrimonio derechos hereditarios a la corona real longobarda,  que su esposo Arnulfo intentó reclamar para su hijo Everardo en una campaña en Italia en 934.